# Театар „Ромен”
Позориште "Ромен" (рус. Московский музыкально-драматический театр "Ромэн"), најстарије је и најпознатије ромско позориште на свету. Позориште је кључни објекат ромске културе у Русији и од оснивања 1931. године било је центар атракције ромских уметника у Русији. 

## Претеча "Ромен" театра
У 18. и 19. веку, хорови Руских Рома постојали су у Москви и Санкт Петербургу.
Крајем 19. века, диригент једног од ромских хорова, Николај Шишкин створио је прву ромску позоришну трупу. Прво појављивање трупе било је у оперети Ромске песме у ликовима (руски: Цыганские песни в лицах), са главном трупом позоришта Аркадиа. Било је то 1886. Оперета је трајала неколико година. 13. априла 1887. године у Малом позоришту одиграно је прво извођење Штраусове оперете Ромски барон са Ромима (Шишкинова трупа) у улогама Рома.
Дана 20. марта 1888. у позоришту Мали одржана је премијера прве оперете на ромском језику Деца шума. Изводила га је искључиво ромска трупа. Продукција је трајала 18 година и постигла је велики успех.
1892. године Шишкин је произвео нову оперету „Ромско живот“.
Двадесетих година 20. века у Совјетском Савезу су наступали многи ромски ансамбли певача, плесача и музичара.

## Историја театра
Дана 24. јануара 1931. године у Москви је отворен ромски позоришни студио „Индо-Ромен“. За месец дана студио је доживео своју прву премијеру.
Први режисер и први музички композитор „Индо-Ромена“ били су јеврејски активисти Moishe Goldblat и Semen Bugachevsky.
Дана 16. децембра 1931. студио је приказао свој први пуни музичко-драмски перформанс Живот на точковима (руски: Жизнь на колёсах). Састојао се од три чина, а заснован је на драми ромског аутора Александра Германа. После те представе, студио је преименован у позориште Ромен. Први позоришни редитељ био је Георгије Лебедев.
Од 1940. позориште све своје представе ради на руском језику.
Тренутни позоришни редитељ (2008) је Николај Сличенко, ромски глумац познат у Русији. Сценаристи су често сами глумци.

## Одабране значајне личности повезане са позориштем "Ромен"
- Дмитриј Бузилов, глумац, певач
- Владислав Деметер, хоровођа, творац ромског часописа Shunen Romale, активиста, педагог
- Пјотр Деметер, глумац, педагог
- Роза Џелакајева, глумац, певач, плесач
- Николај Ерденко , виолиниста, певач
- Александер Германо, песник, писац, драматург
- Вано Христалиово, песник, писац, концертмајстор
- Михаил Илински, писац, глумац
- Саша Колапков , гитариста, вокал, композитор
- Вадим Колпаков , гитариста, вокал, глумац, плесач
- Иван Ром-Лебедев , глумац, писац
- Валентина Пономариова , глумац, певач
- Николај Сличенко, глумац
- Нина Дударова, песник, учитељ, писац и преводилац